# Joaquim Pla i Cargol
Joaquim Pla i Cargol (Girona, 5 de novembre de 1881 - Girona, 22 d'abril de 1978) va ser un editor, llibreter, publicista i erudit gironí que va dirigir l'editorial Dalmau Carles Pla fundada pel seu sogre, el pedagog Josep Dalmau i Carles, i regentà, amb la seva esposa, Caterina, la popular llibreria Pla Dalmau de la Rambla.

## Biografia
Pla i Cargol va viure a la casa número 5 del carrer de Sant Josep; es titulà com a mestre i cursà estudis de ciències a la Universitat. Exercí el magisteri, feu de publicista, desenvolupà tasques editorials i regentà una llibreria a la Rambla de Girona. Destacà com a historiador fins a esdevenir cronista oficial d'aquesta ciutat. Tot plegat anà conformant una personalitat erudita, que desenvolupà una activitat cultural intensa.
Fou l'ànima de la Comissió Provincial de Monuments, membre de la Societat Econòmica d'Amics del País i de l'Ateneu de Girona, fundador i directiu de l'Institut d'Estudis Gironins (1946). A la revista d'aquesta institució, Anales, hi publicà un article de referència de l'urbanisme gironí: Proceso del desarrollo urbano de Gerona a través de los tiempos (1947).
Ultra això, la seva bibliografia és molt extensa. En destaquen els llibres aplegats a la col·lecció Biblioteca gerundense de estudios e investigaciones, popularment coneguts com «els llibres del senyor Pla», obres de síntesi i divulgació del passat gironí: Gerona Histórica (1940), Gerona Arqueológica y Monumental (1943), La provincia de Gerona (1945), Biografías de gerundenses (1948), La Guerra de la Independencia en Gerona y sus comarcas (1953), entre d'altres.
Fruit del seu treball editorial a la casa Dalmau Carles, Pla, SA, publicà gran nombre d'obres pedagògiques, des de les ciències naturals a la història de l'art, que conegueren una àmplia difusió per les escoles espanyoles i hispanoamericanes.

## Obres
Les seves obres comprenen aquests títols:
- Proses (1914)
- Art popular i de la llar a Catalunya (1926)
- El bon company (1927)
- La terra catalana (1932, edició: 12a), Biblioteca Pedagògica Catalana - Editors, Dalmau Carles, Pla. S. A. Girona
- Empúries i Roses (1934)
- Gerona histórica (1940)
- Els setges de Girona el 1808 i el 1809 (1962)